# Retriever

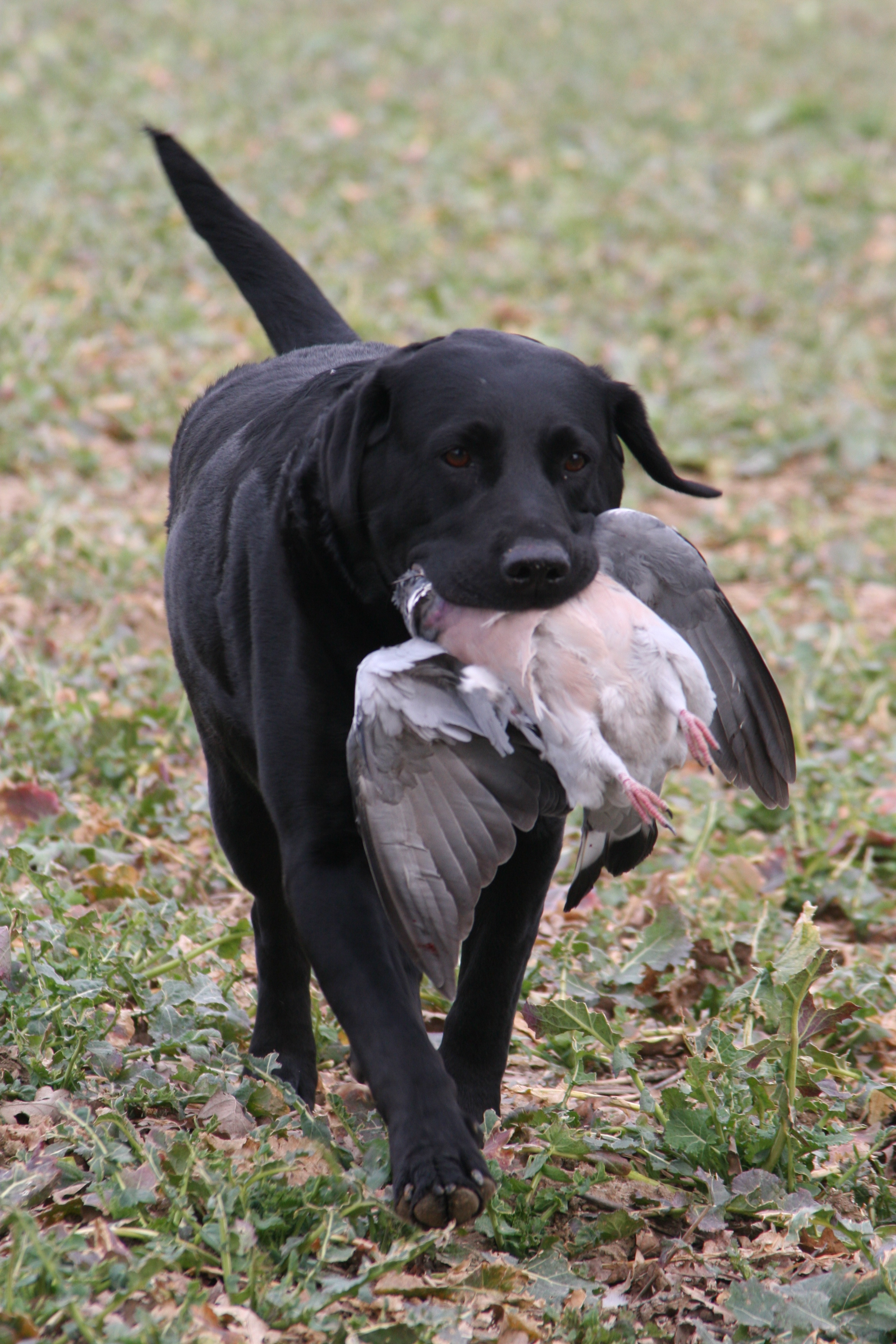
Cão da raça de labrador executando sua função de retriever, recolhedor de caça

Retriever, ou Cobrador de caça, é uma classificação comum dada a tipos ou raças de cães de caça que têm como função apenas recolher a ave abatida pelo atirador e entregá-la ao mesmo, sem maiores danos.

## Grupo
Retriever é também o nome de uma subdivisão funcional de um grupo de raças de cães em diversos kennel clubs de shows de conformação pelo mundo. Corresponde ao grupo de número 8, conforme o sistema de reconhecimento da Fédération Cynologique Internationale (FCI), Clube Português de Canicultura (CPC) e Confederação Brasileira de Cinofilia (CBKC), e designa os cães cobradores(coletores) de caça.

## Etimologia
Retriever vem da palavra inglesa retrieve, que pode ser traduzida como "recuperar, buscar", "traz de volta", com a adição da letra R ao final, caracterizando-a como uma qualidade, função ou adjetivo. Sendo assim, retriever denota um "cão buscador ou recolhedor". 

## Raças pertencentes ao sub-grupo dos Retrievers
- Retriever do Labrador
- Golden Retriever
- Duck tolling retriever da Nova Escócia
- Curly Coated Retriever
- Flat Coated Retriever
- Chesapeake Bay Retriever